# Festuca pseudovina
Festuca pseudovina là một loài thực vật có hoa trong họ Hòa thảo. Loài này được Hack. ex Wiesb. mô tả khoa học đầu tiên năm 1880.